# Bouzov
Bouzov – miasteczko w Czechach, na Morawach, w kraju ołomunieckim, do 2003 roku w powiecie Ołomuniec, obecnie siedziba gminy z rozszerzonymi uprawnieniami (zob. podział administracyjny Czech). Miejscowość ma 1531 mieszkańców (2016).
Miasto założone na przełomie XIII i XIV wieku. Znajduje się tu średniowieczny zamek – hrad Bouzov.

## Części gminy
- Bouzov
- Bezděkov
- Blažov
- Doly
- Hvozdečko
- Jeřmaň
- Kadeřín
- Kovářov
- Kozov
- Obectov
- Olešnice
- Podolí
- Svojanov